# Vievis
Vievis is een stad in de gemeente Elektrėnai in het Litouwse district Vilnius. De plaats telt 5246 inwoners (2005).